# غودوين للتقنية الحيوية
غودوين للتقنية الحيوية
شركة غودوين للتقنية الحيوية هو منظمة عقد تصنيع (م.ع.م CMO) تخدم الصناعة الصيدلانية البيولوجية ومقرها في منطقة المزارع في فلوريدا. خرجت أصلا من معهد غودوين لأبحاث السرطان في عام 1992م، GBI انصب تركيز على صنع المنتجات ما قبل السريرية والسريرية (Ph-I/II/III)، والمنتجات البيولوجية العلاجية المرخصة.
في عام 2004 ، وقد حصل عليها GBI الشركة الهندية للأدوية، أدوية والاس. شركة مقرها في غوا، الهند.

## وصلات خارجية
- غودوين للتقنية الحيوية الموقع الرسمي